# Meru (Kenya)
För andra betydelser, se Meru (olika betydelser).
Meru  är huvudort i distriktet Meru i den tidigare provinsen Östprovinsen i Kenya. År 1999 hade staden 42 677 invånare.